# Sao Quỷ

Bản đồ sao Quỷ

Sao Quỷ (tiếng Trung: 鬼宿; bính âm: Guǐ Xiù; Hán-Việt: Quỷ tú) là một trong nhị thập bát tú của chòm sao Trung Quốc cổ đại. Nó là một trong những chòm sao nằm ở phương nam của Chu Tước.

## Quần sao
| Hán-Việt  | Trung | Chòm sao           | Số lượng sao | Ý nghĩa                                |
| --------- | ----- | ------------------ | ------------ | -------------------------------------- |
| Quỷ       | 鬼    | Cự Giải            | 4            | Ma quỷ.                                |
| Tích Thi  | 積尸  | Cự Giải            | 1            | Thi thể, thi khí.                      |
| Quán      | 爟    | Cự Giải            | 4            | Cảnh báo hỏa hoạn.                     |
| Thiên Cẩu | 天狗  | La Bàn/Thuyền Phàm | 7            | Chó trời.                              |
| Ngoại Trù | 天樽  | Trường Xà          | 6            | Bếp bên ngoài.                         |
| Thiên Xã  | 天社  | Thuyền Phàm        | 6            | Quan quản lý miếu thổ địa trên trời.   |
| Thiên Ký  | 天記  | Thuyền Phàm        | 1            | Quan kiểm tra tuổi của gia súc, thú y. |